# Hilbertova křivka

Prvních 8 kroků generování Hilbertovy křivky.

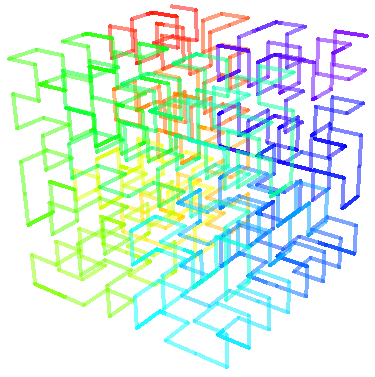
Trojrozměrná varianta Hilbertovy křivky.

Hilbertova křivka je fraktálová plochu-vyplňující křivka, jejíž dvourozměrnou variantu jako první popsal německý matematik David Hilbert v roce 1891. Hilbertova křivka má také trojrozměrnou variantu.
Protože křivka udává lineární pořadí průchodu vícerozměrným prostorem, nalézá své uplatnění v indexování vícerozměrných dat v multimediálních databázích. Zde se používá jako alternativa k Mortonově Z-křivce, neboť lépe zachovává lokalitu dat.

## Konstrukce

1. (červená), 2. (modrá) a 3. (černá) iterace Hilbertovy křivky

### L-systém
Hilbertova křivka se dá vytvořit následujícím L-systémem.
| gramatika         |                 |
| abeceda:          | F x y + -       |
| axiom:            | x               |
| přepis. pravidla: | x → +yF-xFx-Fy+ |
|                   | y → -xF+yFy+Fx- |
| interpretace      |                 |
| úhel otočení:     | 90°             |

pozn.: symboly x a y nic nekreslí, viz interpretace symbolů